# Банное (археологический памятник)
Банное — комплекс археологических памятников каменного века-энеолита в Башкортостане. Датируется 400—100-м тыс. — 3-м тыс. до н. э.

## Местоположение
Комплекс археологических памятников каменного века около п. Кусимовского рудника Абзелиловского района РБ на берегу оз. Банное. Эпоха средневековья в комплексе представлена отдельными находками кара-якуповской керамики.

## История раскопок
Комплекс открыт в 1961 году. Исследован в 1961—1989 годах Г. Н. Матюшиным. Состоит из 50 стоянок, включая Банное IV, Банное V, Банное VI и поселения Банное Vа).
Банное IV — стоянка энеолита (зап. берег оз. Банное, к юго-западу от санатория «Якты-Куль»). Исследована в 1967, 1979 годах. Вскрыто 63 м².
Обнаружена керамика суртандинской культуры, очаг с каменной кладкой, изделия с двусторонней обработкой и отщепы.
Банное V (Яктыкуль) — стоянка мезолита (сев.-вост. берег озера, 1,5 км к Ю. В. от посёлка). Изучена в 1972, 1975 годах. Вскрыто 571 м².
Выявлено 3 жилища круглой формы и очаг с каменной кладкой в одном из них. Обнаружены геометрические микролиты, ножевидные пластины янгельской культуры.
Банное VI (Кусимовская) — стоянка мезолита-энеолита (сев. берег озера, 1 км к Ю. В. от посёлка). Исследована в 1972, 1976 годах. Вскрыто 240 м².
В нижних слоях обнаружены ножевидные пластины янгельской культуры, в верхних — орудия с двусторонней обработкой, скрёбла и керамика суртандинской культуры (изготовлена из глины с примесью талька, слюды, песка, орнаментирована оттисками гребенчатого штампа).
Банное Vа (Берёзки) — многослойное поселение неолита-энеолита (сев.-зап. берег озера, на терр. санатория «Якты-Куль»). Исследовано в 1972, 1975—76 годах. Вскрыто 500 м².
Выявлено 5 полуземлянок со стенами, выложенными из крупных камней и плит. Керамика представлена сосудами суртандинской культуры (круглодонные с отогнутым наружу венчиком, орнаментированы по всей поверхности ломаными линиями, ромбами, треугольниками, изготовлены из глины с примесью талька, реже раковин или шамота).
Обнаружены изделия из камня (грузила, дротики, молоты, наконечники стрел, ножи, скребки, «утюжки» и др.) и самородной меди (долото, иглы, ножи, слитки, шила), кости животных (лошади, крупного и мелкого рогатого скота, лося).
Материалы Банного хранятся в фондах Института археологии РАН (Москва).
См. также Археология Башкортостана.